# Ricote
Ricote é um município da Espanha na província e comunidade autónoma de Múrcia. Tem 144 km² de área e em 2021 tinha 1 265 habitantes (densidade: 8,8 hab./km²).

## Demografia
| Variação demográfica do município entre 1991 e 2004 | Variação demográfica do município entre 1991 e 2004 | Variação demográfica do município entre 1991 e 2004 | Variação demográfica do município entre 1991 e 2004 |
| --------------------------------------------------- | --------------------------------------------------- | --------------------------------------------------- | --------------------------------------------------- |
| 1991                                                | 1996                                                | 2001                                                | 2004                                                |
| 1689                                                | 1603                                                | 1556                                                | 1509                                                |